# Петенёв, Александр Евгеньевич
Александр Евгеньевич Петенёв (род. 24 ноября 2000, Заковряшино, Алтайский край, Россия) — российский профессиональный баскетболист, играющий на позиции лёгкого форварда.

## Карьера
Александр проживал с родителями в селе Заковряшино Крутихинского района, а заниматься баскетболом начал в городе Камне-на-Оби, куда ездил на тренировки. Первый тренер — Виталий Гельвих, после смерти которого команду принял Вячеслав Филин. С 2012 года Александр стал регулярно привлекаться на сборы в Барнаул, участвовал в играх за сборную Алтайского края. Сергей Колмаков, тренер СШОР «АлтайБаскет», помогал молодому спортсмену совершенствовать мастерство.
В 2013 году с командой «АлтайБаскет-2000» выиграл зональный этап первенства России, в 2014 году взял «Кубок Белова» в Томске и занял довольно высокое 11 место на первенстве России. В 2016 году стал бронзовым призёром международных спортивных игр «Дети Азии». 
В сезоне 2015/2016 Петенёв сыграл за «АлтайБаскет» 23 матча в первенстве ДЮБЛ (14,1 очка, 4,7 подбора) и обратил на себя внимание скаутов ведущих клубов страны. В сезон 2016/2017 он начал выступать за юношескую команду саратовского «Автодора».
В сезоне 2017/2018, выступал за саратовский клуб в Единой лиге ВТБ. 3 февраля 2018 года Александр Петенёв дебютировал в Единой Лиги ВТБ. В выездном матче против «Локомотива-Кубани» из Краснодара он провёл на площадке почти 5 минут, опекая Дмитрия Кулагина. «Автодор» сенсационно выиграл со счётом 93:90, прервав 26-матчевую победную серию краснодарцев.
В сезоне 2018/2019, игрок регулярно выходит на площадку, защищая цвета саратовского клуба в Единой Лиги ВТБ.
16 февраля 2020 года Петенёв стал победителем конкурса по броскам сверху на «Матче всех звёзд» Единой лиги ВТБ. В финале конкурса Александр Петенёв победил Остина Холлинза по оценкам жюри и получил в качестве приза 500 000 рублей.
14 февраля 2021 года Петенёв во второй раз принял участие в конкурсе по броскам сверху на «Матче всех звёзд» Единой лиги ВТБ, но в финале конкурса Александр уступил Тайсу Бэттлу.
В январе 2022 года Петенёв перешёл на правах аренды в «Динамо» (Владивосток).
В мае 2023 года Петенёв подписал новый 2-летний контракт с «Автодором».
Перед сезоном 2025/2026 перешел в екатеринбургский «Уралмаш».

## Сборная России
В январе 2023 года Петенёв принял участие в просмотровом сборе кандидатов в сборную России.

## Достижения
- Чемпион ДЮБЛ: 2017/2018

## Статистика
| Сезон                                                                                   | Команда   | Лига                             | GP | GS | MPG  | FG%  | 3P%  | FT%   | RPG | APG | SPG | BPG | PPG  |  |
| 2017/18                                                                                 | Все клубы | Все лиги                         | 16 | 4  | 15,8 | 31,2 | 21,7 | 76,9  | 2,4 | 0,6 | 0,6 | 0,5 | 5,2  |  |
| 2017/18                                                                                 | Автодор-2 | Единая молодёжная лига ВТБ       | 12 | 4  | 19,2 | 32,0 | 21,7 | 75,7  | 2,8 | 0,7 | 0,7 | 0,7 | 6,8  |  |
| 2017/18                                                                                 | Автодор   | Единая лига ВТБ                  | 4  | 0  | 5,4  | 0,0  | 0,0  | 100,0 | 1,3 | 0,3 | 0,3 | 0,0 | 0,5  |  |
| 2018/19                                                                                 | Все клубы | Все лиги                         | 36 | 21 | 19,6 | 42,2 | 29,0 | 65,3  | 3,5 | 1,4 | 1,3 | 0,3 | 11,2 |  |
| 2018/19                                                                                 | Автодор-2 | Единая молодёжная лига ВТБ       | 23 | 20 | 27,5 | 42,4 | 29,4 | 66,1  | 5,3 | 2,0 | 2,0 | 0,5 | 17,1 |  |
| 2018/19                                                                                 | Автодор   | Единая лига ВТБ                  | 9  | 1  | 5,8  | 33,3 | 0,0  | 0,0   | 0,3 | 0,3 | 0,0 | 0,1 | 0,4  |  |
| 2018/19                                                                                 | Автодор   | Кубок ФИБА Европы                | 3  | 0  | 5,9  | 40,0 | 50,0 | 66,7  | 1,0 | 0,3 | 0,0 | 0,0 | 2,3  |  |
| 2018/19                                                                                 | Автодор   | Квалификация лиги чемпионов ФИБА | 1  | 0  | 1,0  | 0,0  | 0,0  | 0,0   | 0,0 | 0,0 | 0,0 | 0,0 | 0,0  |  |
|                                                                                         |           | Всего                            | 52 | 25 | 18,4 | 39,9 | 27,7 | 67,4  | 3,2 | 1,1 | 1,0 | 0,4 | 9,4  |  |
| Наведите курсор мыши на аббревиатуры в заголовке таблицы, чтобы прочесть их расшифровку |           |                                  |    |    |      |      |      |       |     |     |     |     |      |  |